# Palestine (Ohio)
Palestine – wieś w Stanach Zjednoczonych, w stanie Ohio, w hrabstwie Darke.